# The Chromatica Ball
The Chromatica Ball là chuyến lưu diễn diễn thứ sáu sắp tới của ca sĩ người Mỹ Lady Gaga để quảng bá cho album phòng thu thứ sáu sắp tới của cô, Chromatica (2020). Chuyến lưu diễn sẽ bắt đầu vào ngày 24 tháng 7 năm 2020, tại Saint-Denis, Pháp và kết thúc vào ngày 19 tháng 8 năm 2020, tại East Rutherford, Hoa Kỳ.

## Bối cảnh
Vào ngày 5 tháng 3 năm 2020, nữ ca sĩ đã công bố một "buổi biểu diễn độc quyền giới hạn sáu thành phố", với hai ngày ở Châu Âu tại Saint-Denis và London, và bốn ngày ở Bắc Mỹ tại Boston, Toronto, Chicago và East Rutherford. Đây sẽ là chuyến lưu diễn đầu tiên của cô biểu diễn ở tất cả các sân vận động.

## Lịch diễn
| Ngày diễn           | Thành phố   | Quốc gia  | Địa điểm                  | Khán giả        | Doanh thu  |
| ------------------- | ----------- | --------- | ------------------------- | --------------- | ---------- |
| 17 tháng 7 năm 2022 | Düsseldorf  | Đức       | Merkur Spiel-Arena        | 45,722 / 45,722 | $4,027,543 |
| 21 tháng 7 năm 2022 | Stockholm   | Thụy Điển | Friends Arena             | 34,934 / 34,934 | $3,540,732 |
| 24 tháng 7 năm 2022 | Saint-Denis | Pháp      | Stade de France           | 78,866 / 78,866 | $8,025,944 |
| 26 tháng 7 năm 2022 | Arnhem      | Hà Lan    | GelreDome                 | 30,267 / 30,267 | $3,250,525 |
| 29 tháng 7 năm 2022 | London      | Anh       | Tottenham Hotspur Stadium | 86,508 / 86,508 | $9,621,095 |
| 30 tháng 7 năm 2022 | London      | Anh       | Tottenham Hotspur Stadium | 86,508 / 86,508 | $9,621,095 |

| Ngày diễn           | Thành phố        | Quốc gia | Địa điểm            | Khán giả        | Doanh thu  |
| ------------------- | ---------------- | -------- | ------------------- | --------------- | ---------- |
| 6 tháng 8 năm 2022  | Toronto          | Canada   | Trung tâm Rogers    | 47.864 / 47.864 | $5.120.000 |
| 8 tháng 8 năm 2022  | Washington, D.C. | Hoa Kỳ   | Nationals Park      | 35,920 / 35,920 | $4,890,000 |
| 11 tháng 8 năm 2022 | East Rutherford  | Hoa Kỳ   | MetLife Stadium     | 53,155 / 53,155 | $8,412,348 |
| 15 tháng 8 năm 2022 | Chicago          | Hoa Kỳ   | Wrigley Field       | 43,019 / 43,019 | $6,905,799 |
| 19 tháng 8 năm 2022 | Boston           | Hoa Kỳ   | Fenway Park         | 38,267 / 38,267 | $5,704,636 |
| 23 tháng 8 năm 2022 | Arlington        | Hoa Kỳ   | Globe Life Field    | 38,056 / 38,056 | $5,365,094 |
| 26 tháng 8 năm 2022 | Cumberland       | Hoa Kỳ   | Truist Park         | 36,140 / 36,140 | $5,392,573 |
| 28 tháng 8 năm 2022 | Hershey          | Hoa Kỳ   | Hersheypark Stadium | —               | —          |

| Ngày diễn          | Thành phố  | Quốc gia | Địa điểm     | Khán giả | Doanh thu |
| ------------------ | ---------- | -------- | ------------ | -------- | --------- |
| 3 tháng 9 năm 2022 | Tokorozawa | Nhật Bản | Belluna Dome | —        | —         |
| 4 tháng 9 năm 2022 | Tokorozawa | Nhật Bản | Belluna Dome | —        | —         |

| Ngày diễn           | Thành phố     | Quốc gia  | Địa điểm          | Khán giả | Doanh thu |
| ------------------- | ------------- | --------- | ----------------- | -------- | --------- |
| 8 tháng 9 năm 2022  | San Francisco | Hoa Kỳ    | Oracle Park       | —        | —         |
| 10 tháng 9 năm 2022 | Los Angeles   | Hoa Kỳ    | Dodger Stadium    | —        | —         |
| 13 tháng 9 năm 2022 | Houston       | Hoa Kỳ    | Minute Maid Park  | —        | —         |
| 17 tháng 9 năm 2022 | Miami Gardens | Hoa Kỳ    | Hard Rock Stadium | —        | —         |
| Tổng cộng           | Tổng cộng     | Tổng cộng | Tổng cộng         | —        | —         |